# Marina Vlady

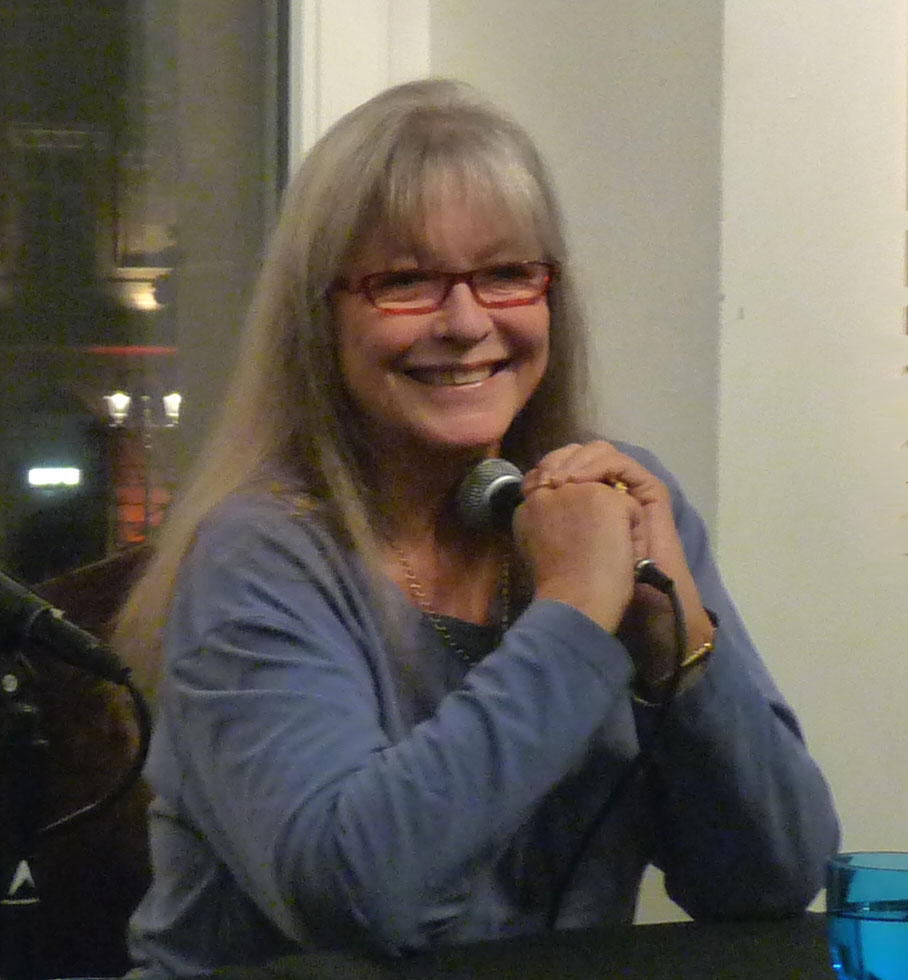
Marina Vlady

Marina Vlady (născută Marina de Poliakoff-Baidaroff; n. 10 mai 1938, Clichy, Seine, Franța) este o actriță franceză de film. A fost căsătorită cu celebrul cantautor rus al Uniunii Sovietice, Vladimir Vîsoțki. Marina Vlady este autoarea unui roman memorialistic, în care sunt menționate foarte multe amănunte despre viața, inclusiv relația celor doi artiști.

## Biografie
Marina, cea mai mică dintre surorile Poliakoff-Baidaroff a văzut lumina zilei la Paris, la 10 mai 1938. La îndemnul mamei sale, fostă balerină, mica Marina urmează, ca și surorile ei Olga, Helene și Odile, școala de balet. La 10 ani este chemată în studioul de la Neuilly de către regizorul Jean Gehret la sugestia lui Odile Versois, pentru a debuta într-un film în care aceasta era protagonistă.
Farmecul și candoarea malițioasă a acestei bebe-vamp cum a fost supranumită, cuceresc în scurtă vreme publicul european, și, film după film, paralel în Franța și Italia, cariera Marinei Vlady se consolidează, făcând din ea una dintre vedetele de frunte ale ecranului. Memoriabile au rămas aparițiile ei din filme precum Vrăjitoarea, Zile de dragoste, Crimă și pedeapsă, Simfonia dragostei, Sentința, Canaliile, Prințesa de Cleves, Mincinoasa, Climate.
Un capitol important din viața profesională a Marinei Vlady a fost colaborarea cu Robert Hossein, cineastul care a știut să exploateze la maximum darurile ei înnăscute de comediană, relevându-le în filme ca Iartă-ne greșelile, Noaptea spionilor. În România a turnat Steaua fără nume, în regia lui Henri Colpi. A devenit o vedetă internațională, fiind solicitată deopotrivă în studiourile europene și cele americane.

## Filmografie selectivă

### Anii 1949-1950
- 1949 Furtună de vară (Orage d'été), regia Jean Gehret : Marie-Tempête
- 1950 Due sorelle amano (Due sorelle amano), regia Jacopo Comin
- 1952 Pardon My French, regia Bernard Vorhaus : Jacqueline
- 1952 Dans la vie tout s'arrange, regia Marcel Cravenne : micuța Jacqueline
- 1952 Les Chasseurs alpins, regia Oreste Biancoli : Gemma Vianello
- 1952 La Fille du diable (La figlia del diavolo), regia Primo Zeglio : Graziella, fiica contelui Terzi
- 1953 Infidelele (Le Infedeli), regia Steno și Mario Monicelli : Marisa
- 1953 Copii de lux (Fanciulle di lusso), regia Bernard Vorhaus : Eljay
- 1953 L'Âge de l'amour (L'età dell'amore), regia Lionello De Felice : Annette
- 1953 Chansons, chansons, chansons (Canzoni, canzoni, canzoni), regia Domenico Paolella : la jeune aimée
- 1953 Marco la Bagarre (Musoduro), regia Giuseppe Bennati : Lucia Giardano
- 1954 Înainte de potop, regia André Cayatte : Liliane  Noblet
- 1954 Elle (Sie), regia Rolf Thiele : Céline
- 1954 Zile de dragoste (Giorni d'amore), regia Giuseppe De Santis și Leopoldo Savona : Angela Cafalla
- 1955 Les Aventures et les Amours de Casanova (Le avventure di Giacomo Casanova), regia Steno : Fulvia
- 1955 Le Crâneur, regia Dimitri Kirsanoff : Juliette
- 1955 Sophie et le Crime, regia Pierre Gaspard-Huit : Sophie
- 1955 Les salauds vont en enfer, regia Robert Hossein : Éva
- 1956 Simfonia dragostei (Sinfonia d'amore), regia Glauco Pellegrini : contesa Caroline Esterhazy
- 1956 Vrăjitoarea (La Sorcière), regia André Michel : Ina
- 1956 Pardonnez nos offenses, regia Robert Hossein : Dédée
- 1956 Crimă și pedeapsă (Crime et châtiment), regia Georges Lampin : Lili Marcellin
- 1958 În umbra legii, regia Henri Aisner și Vladimír Vlček : Éva
- 1959 Toi, le venin, regia Robert Hossein : Éva Lecain
- 1959 Sentința (La Sentence), regia Jean Valère : Catherine Desroches
- 1959 Noaptea spionilor (La Nuit des espions), regia Robert Hossein : Elle

### Anii 1960
- 1960 Canaliile (Les Canailles), regia Maurice Labro : Hélène Chalmers
- 1961 Prințesa de Clèves (La Princesse de Clèves), regia Jean Delannoy : la princesse de Clèves
- 1961 Fata din vitrină (La ragazza in vetrina), regia Luciano Emmer : Else
- 1962 Mincinoasa (Adorable Menteuse), regia Michel Deville : Juliette
- 1962 La Steppe (La steppa), regia Alberto Lattuada : contesa Dranitsky
- 1962 Climate (Climats), regia Stellio Lorenzi : Odile Marcenat
- 1962 Les 7 péchés capitaux, sketche L'Orgueil, regia Roger Vadim : Catherine Lartigue
- 1963 La Cage, regia Robert Darène : Isabelle
- 1963 Cauze drepte (Les Bonnes Causes), regia Christian-Jaque : Catherine Dupré
- 1963 Le Meurtrier, regia Claude Autant-Lara : Ellie
- 1963 Patul conjugal (Una storia moderna: l'ape regina), regia Marco Ferreri : Regina
- 1963 Dragées au poivre, regia Jacques Baratier : fata radio-taxi
- 1965 O soție americană (Una moglie americana), regia Gian Luigi Polidoro : Nicole
- 1965 Falstaff (Campanadas a medianoche), regia Orson Welles : Kate Percy
- 1966 On a volé la Joconde (Il ladro della Gioconda), regia Michel Deville : Nicole
- 1966 Din toată inima pentru OSS 117 (Atout cœur à Tokyo pour OSS 117), regia Michel Boisrond : Eva Wilson
- 1966 Steaua fără nume (Mona, l'étoile sans nom), regia Henri Colpi : Mona
- 1967 Două sau trei lucruri pe care le știu despre ea (Deux ou trois choses que je sais d'elle), regia Jean-Luc Godard : Juliette Jeanson
- 1969 Timp pentru a trăi (Le Temps de vivre), regia Bernard Paul : Marie
- 1969 Subiect pentru o schiță (Lika, le grand amour de Tchekov / Сюжет для небольшого рассказа), regia Serghei Iutkevici : Lika
- 1969 Sirokkó (Sirokkó), regia Miklós Jancsó : Maria

### Anii 1970
- 1970 Contestation générale (Contestazione generale), regia Luigi Zampa : Imma, casiera
- 1970 La Nuit bulgare, regia Michel Mitrani : Marthe Tarset
- 1970 Pentru un surâs (Pour un sourire), regia François Dupont-Midy : Véronique
- 1971 Sapho (Sapho ou la Fureur d'aimer), regia Georges Farrel : Françoise Legrand zisă „Sapho”
- 1972 Toată lumea este frumoasă, toată lumea este amabilă (Tout le monde il est beau, tout le monde il est gentil), regia Jean Yanne : madame Thulle
- 1973 Complotul (Le Complot), regia René Gainville : Christiane
- 1975 Șapte decese pe bază de rețetă (Sept Morts sur ordonnance), regia Jacques Rouffio : Muriel Losseray
- 1975 Să înceapă petrecerea (Que la fête commence...), regia Bertrand Tavernier : Madame de Parabère
- 1977 Ele două (Ök ketten), regia Márta Mészáros : Mari
- 1978 Hoțul din Bagdad (The Thief of Baghdad), regia Clive Donner
- 1978 Triunghiul Bermudelor (The Bermuda Triangle), regia René Cardona Jr. : Kim Marvin
- 1979 Duos sur canapé, regia Marc Camoletti : Jacqueline, dentista
- 1979 Bolnavul închipuit (Il malato immaginario), regia Tonino Cervi : Lucrezia

### Anii 1980
- 1980 L'Œil du maître, regia Stéphane Kurc : Isabelle de Brabant
- 1981 L'Ogre de Barbarie, regia Pierre Matteuzzi : Rachel
- 1981 Jocurile contesei Dolingen de Gratz (Les Jeux de la comtesse Dolingen de Gratz), regia Catherine Binet : la mère de la fillette
- 1984 Bis später, ich muss mich erschiessen, regia Vojtěch Jasný : Rosa Vonaparte
- 1984 Bordelo, regia Níkos Koúndouros : Rosa Vonaparte
- 1985 Tangouri, exilul lui Gardel (Tangos, l'exil de Gardel), regia Fernando Solanas : Florence
- 1986 Ultimul twist la Moscova (Twist again à Moscou), regia Jean-Marie Poiré : Natacha Tataïev
- 1986 Isprăvile unui tânăr Don Juan (L'iniziazione), regia Gianfranco Mingozzi : madam Muller
- 1986 Una casa in bilico, regia Antonietta De Lillo et Giorgio Magliulo : Maria
- 1986 Laughter in the Dark, regia Laszlo Papas
- 1986 Il sapore del grano, regia Gianni Da Campo
- 1988 Notes pour Debussy - Lettre ouverte à Jean-Luc Godard, regia Jean-Patrick Lebel
- 1989 Splendoare (Splendor), regia Ettore Scola : Chantal
- 1989 Urmărește-mă (Follow Me), regia Maria Knilli : Ljuba

### Anii 1990
- 1991 Vampir (Пьющие кровь / Piușcie krov), regia Evgheni Tatarski
- 1992 O-Roshiya-koku suimu-tan (japoneză おろしや国酔夢譚, transliterat: O-roshiya-koku suimu-dan), regia Jun'ya Satō : principesa Ekaterina
- 1996 Le Fils de Gascogne, regia Pascal Aubier : ea însăși
- 1996 Anemos stin poli, regia Petros Sevastikoglou : Simone
- 1997 Jeunesse, regia Noël Alpi : miss Alice

### Anii 2000
- 2004 Nissim dit Max, regia Pierre Léon și Vladimir Léon (documentar) : ea însăși
- 2010 Quelques jours de répit, regia Amor Hakkar : Yolande
- 2016 L'Air d'un oubli, regia Olivier Fély-Biolet (scurt metraj) : Clara